# 彭玉陵
彭玉陵，SBS，ISO，JP（1930年6月8日—），前香港政府官員，歷任房屋署署長、署理房屋司以及香港防癆心臟及胸病協會主席。他於1990年代之前是香港公營房屋的主要設計師，至升任副署長為止超過一半政府屋邨的設計皆出自其個人或與其他署方建築師合作而成的手筆。

## 背景

### 早年生活
彭玉陵早年在香港成長，於1946年入讀聖保羅男女中學中二年級，與前拓展署署長周子京為同屆同學。彭玉陵於1950年在該校完成中五學業，並在同年英文中學會考中考獲英文科優異成績。然後於1951年預科畢業後考入香港大學。他主修建築學學士課程，但只以及格成績修畢學位，同屆畢業生尚有前路政署署長聶錦勳（師弟）和前建築拓展署署長周湛燊（同學）。彭玉陵1956年甫大學畢業，即於同年10月1日加入政府工務司署建築科任職見習建築師，1958年10月1日升任助理建築師。後來他在職進修，1962年至1963年運用政府獎學金，赴澳洲深造墨爾本大學建築系碩士學位。

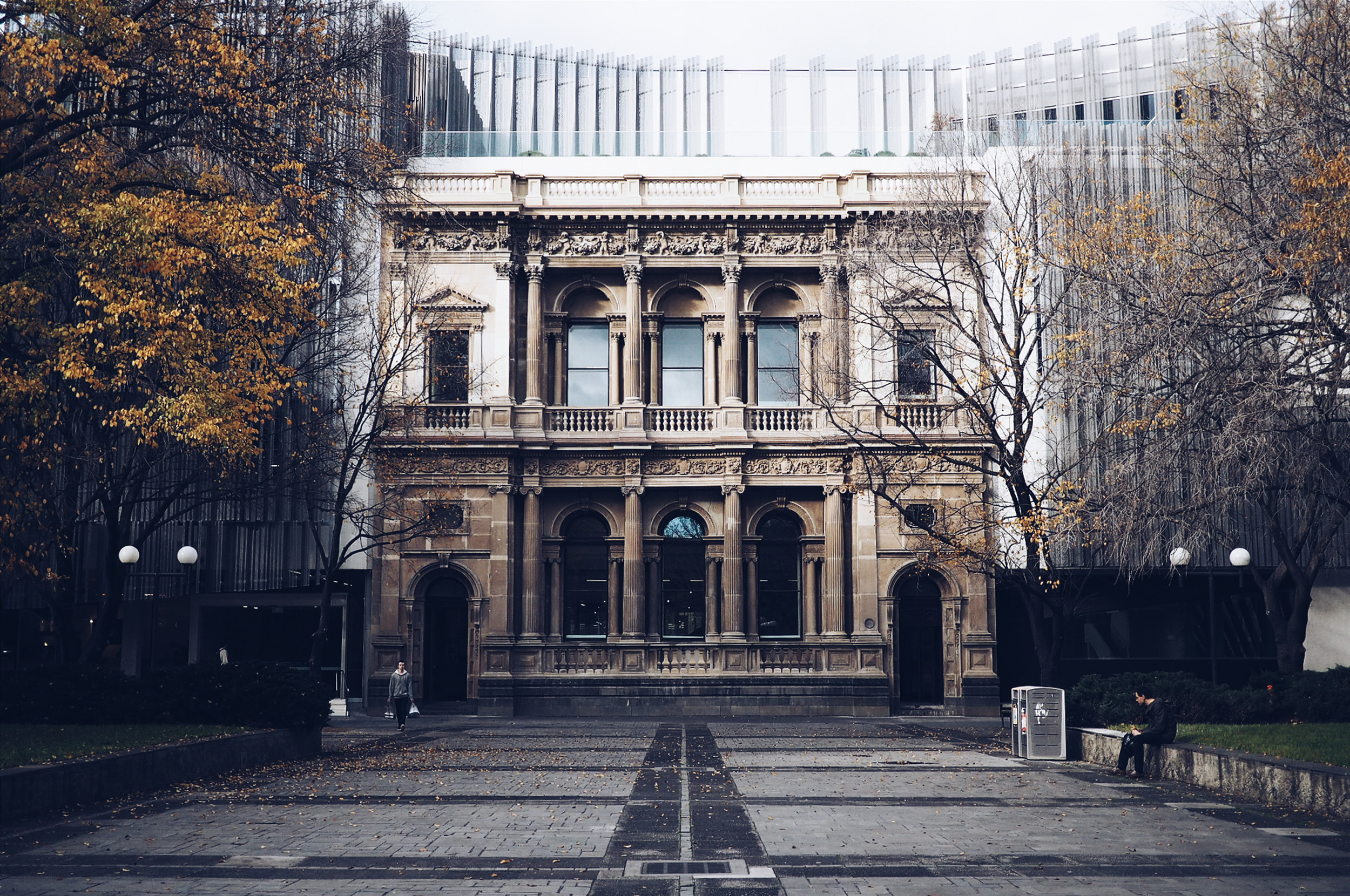
彭玉陵於1962年至1963年間入讀墨爾本大學 Melbourne School of Design

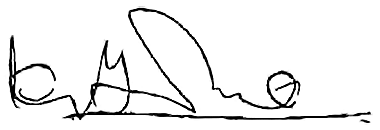
彭玉陵的英文簽名

### 仕途之路
當彭玉陵1963年返港後，他仍是助理建築師。到了1965年12月22日才升任建築師，1972年4月1日成為高級建築師。由於徙置事務處及市政事務署轄下的屋宇建設科於1973年進行合併，他於1974年3月1日調至新合併而成的房屋署，而且升為總建築師。1965年至1985年間，彭玉陵參與設計達7成香港公營房屋，以發表舊長型大廈、Y型大廈和和諧式大廈為其代表作。而其另一項影響現今新建公屋升降機設施設計的作品為葵盛邨邨內的4座升降機塔。他其餘創作有美林邨與美林體育館（跟周修德、江焯勳及伍灼宜共同構思）、愛民邨（任項目建築師）、荔景邨（專責設計）、藍田（三）邨（專責設計）、彩雲邨與彩雲商場（與周修德聯手）、美城苑（與周修德、江焯勳、伍灼宜共同構思）等等。
1981年3月，彭玉陵獲擢升為房屋署副署長（建築事務），繼而於1985年2月11日晉升為房屋署署長 。從1970至1990年代，彭玉陵著手籌備或執行柴灣西邨、大坑東邨、石硤尾邨、黃大仙政府廉租屋邨、黃大仙徙置區、橫頭磡邨、老虎岩徙置區等徙置大廈的重建項目；當中涵蓋26座因建築安全水平受質疑而需要拆卸重建的屋邨。他又研究開發竹園北邨、石籬（一）邨、順天邨天暉樓、天榮樓與天樂樓等其時未動工的建築群。此外，他任內主理多個公屋、居屋興建項目如翠林邨、天平邨、利東邨等等。曾於1985年推出「公屋住戶資助問題綠皮書」，提出向公屋富戶徵收更多租金從而減少政府對房屋委員會提供的津貼，另一方面運用該筆額外收入來加快建屋進度。為了有效地促進安置工作，彭玉陵領導署方陸續清理臨時房屋區和寮屋，亦延續清拆木屋計劃，其中當時香港最後兩個未被拆卸的筲箕灣與鑽石山市區木屋區都一同被處理，同期展開九龍寨城清拆工程。不過鑑於解決住屋需要工作需時，他於1980年代先改善寮屋區的供水系統，藉此減少該區居民非法亂駁水管偷水的情況。
彭玉陵除了是公營房屋設計推手之外，也嘗試提升市民對居住環境需求和優化房屋政策。他不但檢討公屋住戶租金政策，實施自置居所貸款計劃，1987年至1990年還協助政府推展「長遠房屋策略」，提高屋邨商場內的商戶質素。隨著霍德調任銓敘司，彭玉陵於1985年8月至1986年4月一度署任房屋司一職，亦以房屋司身份出任立法局官守議員，兼任香港房屋委員會（1985年至1986年任主席，1988年4月1日改任副主席）及中英土地委員會主席要職。行政上為增加跟政府地政工務科之間的協調性，他任內改組香港房屋委員會，在敲定改組過程中曾與政府商討房屋署署長的職權會否因而改變，最終促成由非官守成員出任香港房屋委員會主席。
另外，彭玉陵見證房屋委員會位於何文田佛光街的新總部辦事處落成。當他於1990年6月8日年滿60歲退休之時，由時任房屋署副署長（屋邨管理）馮通接掌署長崗位。離職前最後一個主力推進的工作為規劃前稱「出售公屋予住戶計劃」的租者置其屋計劃大綱。

### 退休動向

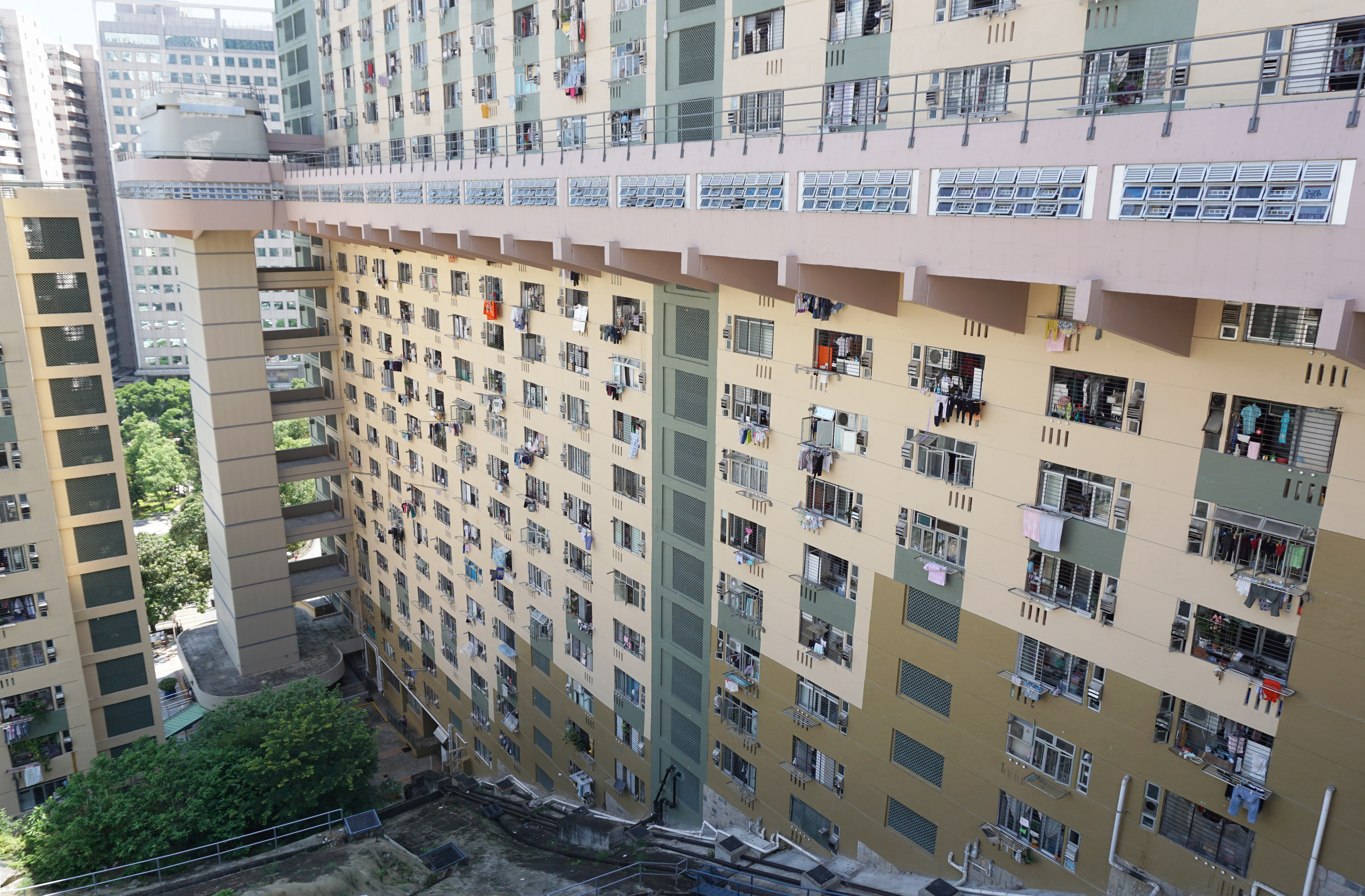
葵盛西邨的升降機塔始建於1972年，是當年彭玉陵為方便居民進出居所而設計的社區設施。

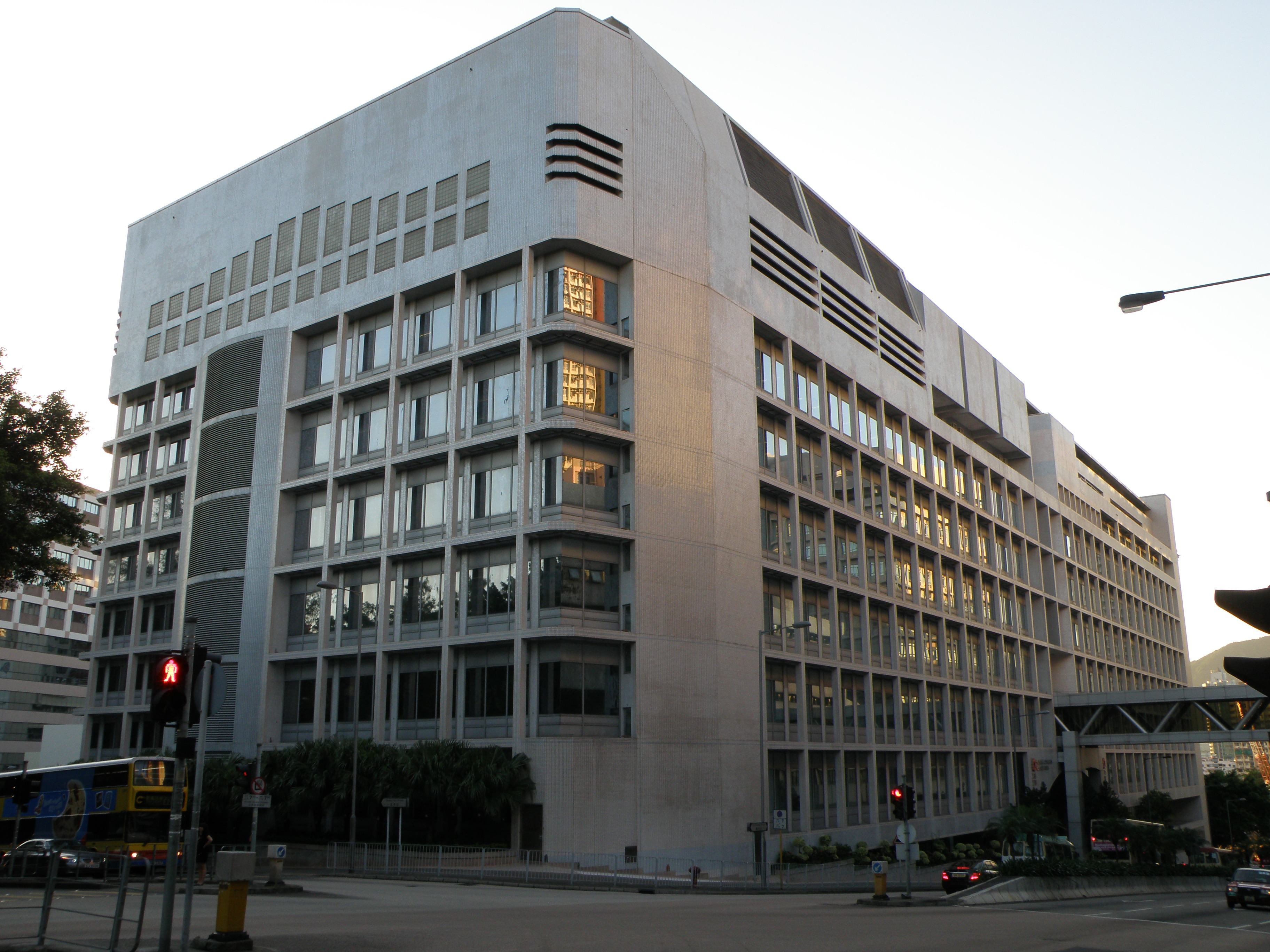
香港房屋委員會位於何文田佛光街的總部辦事處，為彭玉陵出任房屋署署長期間落成之建築。

退休後，彭玉陵轉到馮祥記集團（瀚智集團前身）擔任非執行董事（1992年至1999年），同時又擔任公職，包括出任醫院管理局葛量洪醫院管治委員會主席（1990年代至2013年）、律敦治醫院及鄧肇堅醫院管治委員會成員（1990年代起至2015年）、香港防癆心臟及胸病協會主席（2004年至2007年應邀任主席
，2007年起至2023年轉任副會長，2023年起轉任財務委員會委員）以及香港房屋協會委員。

### 所得榮譽
1984年，彭玉陵獲英女皇頒授帝國服務勳章，1991年10月獲委任為太平紳士，離開政府後便轉任非官守太平紳士。及至2012年，他基於積極參與醫院管理局的行政管治工作而獲香港特別行政區政府授予銀紫荊星章。

### 其他資料
彭玉陵嘗任署長時參與過公開接待活動，如於1986年9月英女皇訪港時曾與時任政務司廖本懷及時任房屋司杜迪招待對方走訪隆亨邨，1987年9月英國外交及聯邦事務部次官簡艾德勳爵訪港時則向對方簡述沙田區公共屋邨的發展情況。而他轉職祥記馮祥以後曾與其老闆馮祥共同持有馬匹「真好彩」，馬匹現已退役。
他是英國建築師註冊局註冊建築師、英國皇家建築師協會兼澳洲建築師協會會員、香港房屋經理學會名譽資深會員以及英國特許房屋經理學會亞太分會榮譽會員。

## 個人生活
彭玉陵已婚，妻子曾是一名護士，婚後育有3名兒子。

## 參與節目
- 1985年：新聞透視（8月10日，＜公屋富戶＞，無綫電視）